# Hạm đội Tây Ban Nha
Hạm đội Tây Ban Nha (tiếng Tây Ban Nha: Grande y Felicísima Armada, "Hải quân vĩ đại và may mắn nhất") là hạm đội Tây Ban Nha đã giong buồm khởi hành từ bán đảo Iberia đến quần đảo Anh vào năm 1588 dưới sự chỉ huy của Công tước Medina Sidonia, với ý định lật đổ Elizabeth I của Anh để ngăn chặn sự dính líu của Anh tới Hà Lan thuộc Tây Ban Nha và những cuộc cướp tàu chở vàng của Tây Ban Nha ở Thái Bình Dương và Đại Tây Dương của Anh. Đây là cuộc giao tranh lớn nhất trong Chiến tranh Anh-Tây Ban Nha (1585–1604).
Với ý nghĩa trọng đại, đại thắng Gravelines của Hải quân Anh được ghi dấu cho thời kỳ vàng son của đất nước dưới triều Nữ hoàng Elizabeth I. Chiến tích ấy là khởi điểm cho thế thượng phong trên biển của nước Anh, và bảo tồn đức tin Kháng Cách.
Với thắng lợi của Hải quân Anh, trận Gravelines được coi là một trong những trận hải chiến nổi bật nhất trong lịch sử thế giới. Thắng lợi của Elizabeth I trước vua Tây Ban Nha là Felipe II đã góp phần đem lại niềm tự hào dân tộc cho Anh Quốc.

## Bối cảnh
Sau những thất bại thảm hại trong vụ Le Havre từ năm 1562-1563, nữ hoàng Elizabeth I của Anh chống lại việc mở các cuộc viễn chinh nhắm vào lục địa Âu châu mãi cho đến năm 1585, khi nữ hoàng cử một đạo quân đến hỗ trợ lực lượng phiến quân Kháng Cách tại Hà Lan đang chống lại vua Tây Ban Nha Felipe II. Sau khi những đồng minh của Elizabeth, Hoàng thân Guillaume I của Orange-Nassau, và François (Công tước Anjou) từ trần, và một loạt các thị trấn Hà Lan chịu thần phục Alexander Farnese Công tước xứ Parma, Thống đốc Hà Lan thuộc Tây Ban Nha. Tháng 12 năm 1584, liên minh giữa Felipe II và Liên đoàn Công giáo Pháp tại Joinville làm xói mòn sức mạnh của Henri III của Pháp, em của Anjou, trong nỗ lực chống lại quyền thống trị của Tây Ban Nha tại Hà Lan. Nó cũng mở rộng ảnh hưởng của Tây Ban Nha dọc theo Eo biển Manche trên đất Pháp và trở thành mối đe dọa đối với nước Anh. Tháng 8 năm 1585, Anh và Hà Lan phản ứng bằng cách ký kết Hiệp ước Nonsuch, theo đó Elizabeth cam kết hỗ trợ quân sự cho Hà Lan. Hiệp ước này đánh dấu sự bùng nổ Chiến tranh Anh-Tây Ban Nha.

## Diễn biến
Ngày 12 tháng 7 năm 1588, Hạm đội Tây Ban Nha, hạm đội lừng danh và là sức mạnh thống trị trên mặt biển của Đế quốc Tây Ban Nha, giong buồm đến eo biển, chuẩn bị cho cuộc xâm lăng trong kế hoạch phối hợp với đạo quân tinh nhuệ của Công tước xứ Parma, từ Hà Lan tiến đánh vào bờ biển đông nam nước Anh. Nhờ thời tiết thuận lợi, với các tàu chiến nhỏ nhưng cơ động, cùng những tin tức tình báo gởi đi từ Hà Lan, hải quân Anh chuẩn bị sẵn sàng đối đầu Hạm đội Tây Ban Nha với các tàu chiến lớn và trang bị hỏa lực mạnh. Do tính toán sai, thiếu may mắn và bị những con tàu lửa (những chiếc thuyền chất đầy vật liệu bắt lửa, phóng hỏa và lao vào hạm đội địch) của Anh tấn công. Mặt khác, vào ngày 1 tháng 8, các tàu chiến của Tây Ban Nha cắm neo trong hải cảng Graville bị đánh bạt lên phía đông bắc, Hạm đội bị đánh bại. Hạm đội bị đánh tan tác quay về Tây Ban Nha sau khi gánh chịu những thiệt hại nặng nề gây ra bởi những cơn bão dữ trên biển Ireland.
Hạm đội của vua Tây Ban Nha bị đổ vỡ, góp phần không nhỏ đến niềm tự hào dân tộc Anh Quốc.

## Diễn văn Tilbury

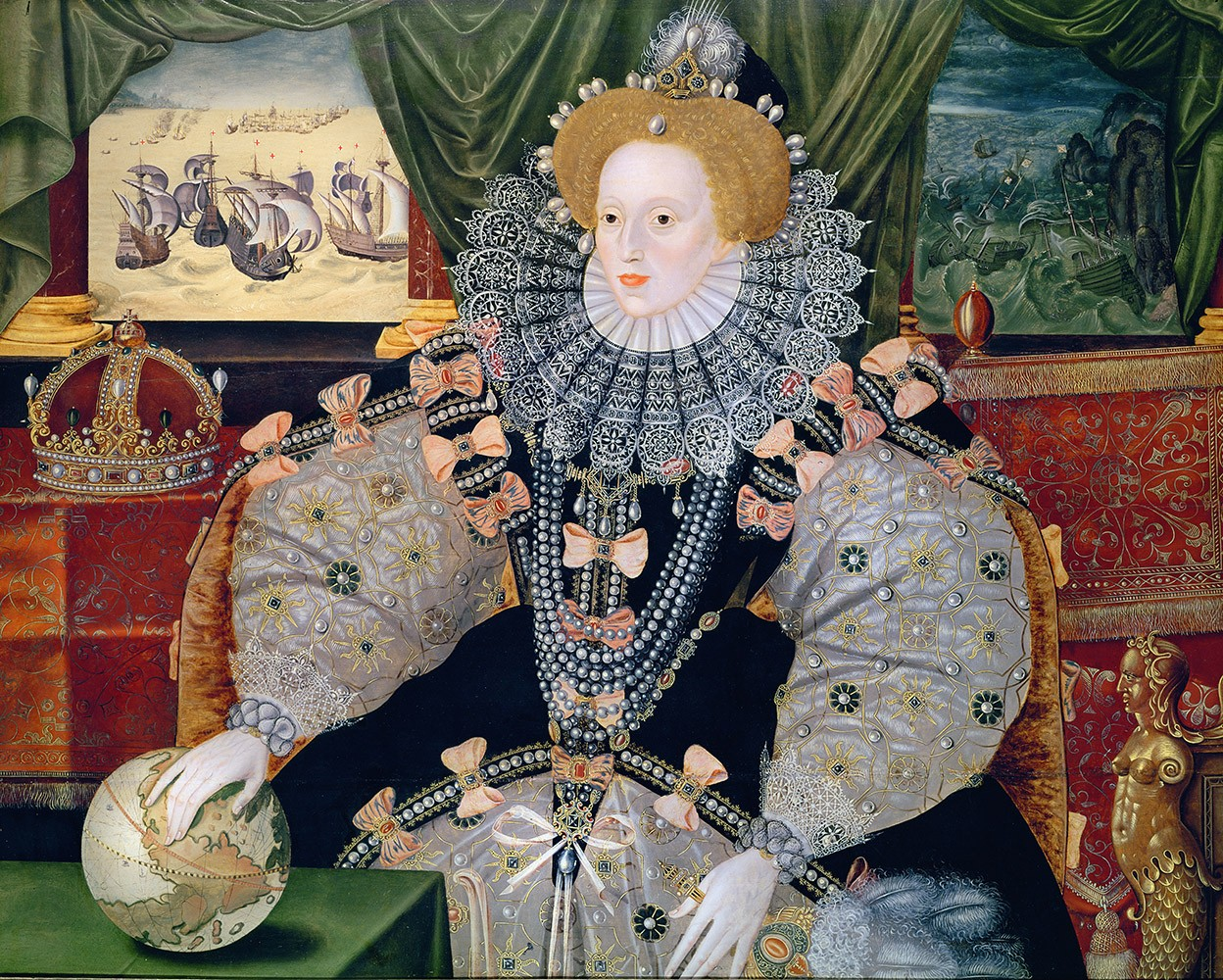
Chân dung Elizabeth I lúc nước Anh đánh bại Hạm đội Tây Ban Nha (Armada), năm 1588 (minh họa phía sau)

Ngày 9 tháng 8 lịch Julius (tức ngày 19 tháng 8 theo lịch Gregory), Elizabeth đến thị sát quân binh trú đóng tại Tilbury ở Essex. Mang một áo giáp che ngực bằng bạc bên ngoài chiếc áo dài màu trắng, nữ hoàng đã đọc một trong những bài diễn văn nổi tiếng nhất của mình:
| “ | Ta vẫn thường được khuyến cáo hãy cẩn thận giữ mình khi đến giữa hàng quân có vũ trang, vì e ngại những âm mưu bội phản; nhưng ta đảm bảo rằng ta không hề muốn sống mà không tin tưởng thần dân trung thành và đáng yêu của ta. Chỉ có những bạo chúa mới lo sợ như thế... Ta biết rằng mình chỉ là một phụ nữ yếu đuối; nhưng là một phụ nữ có trái tim và lòng gan dạ của một quân vương, của một vua chúa nước Anh, dám coi thường cả Parma và Tây Ban Nha, hoặc bất kỳ vua chúa châu Âu nào muốn xâm lăng bờ cõi của ta... | ” |